# Nowy cmentarz żydowski w Czyżewie
Nowy cmentarz żydowski w Czyżewie – został założony około 1820 roku i zajmuje powierzchnię 1,3 ha na której - wskutek dewastacji z okresu II wojny światowej i lat PRL - zachowały się jedynie dwa fragmenty nagrobków. Kirkut znajduje się przy obecnej ul. Cichej, w sąsiedztwie założonego w 1860 roku cmentarza katolickiego.
Informacje na temat historii Żydów mieszkających w Czyżewie znajdują się w „Księdze Pamięci”.